# Deutsche Reichspartei
Deutsche Reichspartei (DRP, în română Partidul Reich-ului German, Partidul Imperial German sau Partidul Imperiului German) a fost un partid politic naționalist din Germania de Vest. El a fost fondat în 1950 din Partidul Dreptei Germane (Deutsche Rechtspartei), care fusese înființat în Saxonia Inferioară în 1946 și avusese cinci membri în primul Bundestag.

## Formarea
DRP a fost înființat în anul 1950, când majoritatea membrilor Deutsche Rechtspartei din Bundestag au decis să instituie o organizație politică mai formală sub numele DRP. Noul partid i-a absorbit pe „național-democrați”, un grup dizident din Hessa. Partidul și-a luat numele de la un grup anterior cu același nume, care a existat în perioada Imperiului German. Cei trei vicepreședinți inițiali, Wilhelm Meinberg, Otto Hess și Heinrich Kunstmann, au fost membri ai Partidului Nazist. Din anul 1951 grupul a publicat propriul său ziar, Reichsruf („Chemarea Reich-ului”).

## Dezvoltarea
Partidul a evoluat explicit către neonazism în 1952, când Partidul Socialist al Reich-ului (SRP) a fost declarat anticonstituțional și desființat de către Curtea Constituțională Federală a Germaniei. O mare parte a membrilor săi s-a alăturat atunci DRP-ului. Aderarea fostului pilot militar german Hans-Ulrich Rudel în 1953 a fost văzută ca transformând partidul într-o forță nouă a neonazismului, deoarece el avea legături strânse cu simpatizanta nazistă Savitri Devi și cu misticismul nazist.
Stabilitatea politică a Germaniei sub conducerea lui Konrad Adenauer și creșterea economică experimentată în timpul Wirtschaftswunder a făcut ca DRP să lupte din greu pentru a avea sprijin politic, obținând o medie de doar 1% din voturile la nivel național în alegerile federale din 1953, 1957 și 1961. Singurul succes al partidului a avut loc în 1959, în cadrul alegerilor regionale din landul Renania-Palatinat, când a obținut 5,1% din voturi și a fost astfel capabil să trimită deputați în adunare.
În 1962 partidul a participat la o conferință internațională a grupurilor de extrema dreaptă organizată la Veneția de Oswald Mosley și s-a înscris ca membru în Partidul Național al Europei. Această inițiativă nu s-a mai realizat așa cum spera Mosley, din moment ce puține partide, inclusiv DRP, au fost interesate să-și schimbe denumirea în Partidul Național al Europei. Unul din ultimele acte ale partidului a fost sponsorizarea în 1964 a unui tur al Germaniei efectuat de controversatul istoric american David Hoggan.

## Dispariția
Lipsa de succes la nivel național i-a determinat pe conducătorii DRP să caute să-și extindă influența prin încheierea unor alianțe strânse cu conducătorii celorlalte partide de dreapta, cum ar fi Partidul German și Gesamtdeutsche Partei. S-a decis curând că era necesară realizarea unei uniuni formale cu alte grupuri politice de dreapta. Deutsche Reichspartei a organizat ultima conferință a partidului la Bonn în anul 1964, iar membrii ei au votat pentru formarea unei uniuni noi a „forțelor democratice naționale”. Partidul a fost desființat simbolic, iar imediat după aceea mai multe grupuri de extrema dreaptă au constituit Partidul Național Democrat al Germaniei (NPD).